# Attagenus multifasciatus
Attagenus multifasciatus is een keversoort uit de familie spektorren (Dermestidae). De wetenschappelijke naam van de soort werd in 1863 gepubliceerd door Thomas Vernon Wollaston.